# آزارستان
آزارستان، روستایی  از توابع روستای آهندان  بخش مرکزی شهرستان لاهیجان در استان گیلان ایران است.
باغات چای و درختان نارنج و گردو بسیار زیبا و درختان آزاد بسیار دارد و طبیعتی بکر و رودها و چشمه های آب بسیار از جاذبه های گردشگری روستا می باشد

## جمعیت
این روستا در دهستان آهندان قرار دارد و براساس سرشماری مرکز آمار ایران در سال ۱۳۸۵، جمعیت آن ۱۶۴ نفر (۴۹خانوار) بوده‌است.